# Columba Bush
Columba Bush (de soltera Garnica Gallo; León, Guanajuato, 17 de agosto de 1953) es una filántropa mexicana-estadounidense. Es esposa del ex gobernador de Florida, Jeb Bush, por lo que ocupó el cargo protocolar de primera dama de Florida entre 1999 y 2007.

## Primeros años y educación
Columba Garnica Gallo nació en la ciudad de León, Guanajuato, México, siendo hija de José María Garnica Rodríguez (1925-2013), trabajador migrante y mesero de Arperos, Guanajuato, y de Josefina Gallo Esquivel (1920-2016). El padre de Columba emigró a los Estados Unidos en 1956 cuando ella tenía 3 años; sus padres se divorciaron en 1963. Tras la partida de su padre, Columba y su madre se quedaron en León.
Garnica asistió al Instituto Antonia Mayllen, una escuela católica privada en el centro histórico de León.

## Política
En 1988, apareció en un comercial de campaña presidencial en español para su suegro, George H. W. Bush. También presentó un discurso de nominación para él en la Convención Nacional Republicana en Nueva Orleans.
Durante la campaña presidencial de 2016 de su esposo, Bush visitó refugios para mujeres en Iowa y Nuevo Hampshire.

### Primera dama de Florida
Como primera dama de Florida, Bush abogó por la Coalición de Florida contra la Violencia Doméstica, el Centro sobre Adicción y Abuso de Sustancias y Arts for Life, un grupo que otorga becas a jóvenes artistas.
Bush ha estado activa en la promoción de las artes. En 1999, trabajó con Arts for a Complete Education/Florida Alliance for Arts Education (ACE/FAAE) para crear Arts for Life!, un programa dedicado a aumentar la importancia del arte en el sistema educativo.
Bush ha participado activamente en programas para advertir a los jóvenes sobre los peligros del abuso de drogas. Ha trabajado en programas de tratamiento y prevención como el Instituto Nacional sobre Abuso de Alcohol y Alcoholismo (NIAAA). Se ha desempeñado como copresidenta de la iniciativa NIAAA, liderando para mantener a los niños libres de alcohol, y ha formado parte de la junta directiva del Centro sobre adicción y abuso de sustancias en la Universidad de Columbia.
Visitó refugios, estudió informes sobre adicciones en la adolescencia, organizó exposiciones y conectó a donantes con organizaciones benéficas.
En 2003, formó parte de una delegación a Roma para celebrar el 25 aniversario del pontificado de Juan Pablo II, en la Basílica de San Pedro.

## Vida personal
Garnica conoció a Jeb Bush en 1970 en León, cuando ella tenía 16 años y él 17. Bush enseñaba inglés como segundo idioma y ayudaba en la construcción de una escuela en el pequeño pueblo cercano de Ibarrilla como parte de una clase en Andover llamada Hombre y Sociedad.
Garnica y Bush se casaron el 23 de febrero de 1974 en Austin, Texas, en la capilla del centro de estudiantes católicos en el campus de la Universidad de Texas. El matrimonio tiene tres hijos: George P., Noelle Lucila y John Ellis Bush. Bush y su esposo residen en Coral Gables, Florida.
Columba es católica, miembro del movimiento Regnum Christi.